# 圣但尼德马约
圣但尼德马约（法語：Saint-Denis-de-Mailloc，法語發音：[sɛ̃ dəni də majo] ⓘ）是法国卡尔瓦多斯省的一个市镇，属于利雪区。

## 地理
圣但尼德马约（49°5'32"N, 0°18'45"E）面积4.25 平方千米，位于法国诺曼底大区卡爾瓦多斯省，该省份为法国西北部沿海省份，北濒大西洋英吉利海峡，东北与滨海塞纳省以海上边界相接，东临厄尔省，南至奧恩省，西与芒什省接壤。
与圣但尼德马约接壤的市镇（或旧市镇、城区）包括：库尔通拉默尔德拉克、库尔托讷双教堂村、勒梅尼勒纪尧姆、圣马丹德马约、瓦洛尔比凯。

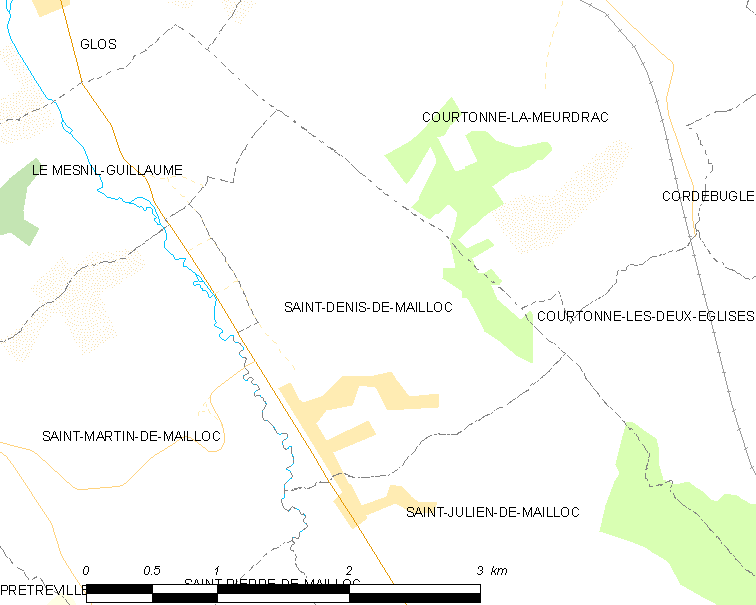
圣但尼德马约的OSM定位图

圣但尼德马约的时区为UTC+01:00、UTC+02:00（夏令时）。

## 行政
圣但尼德马约的邮政编码为14100，INSEE市镇编码为14571。

## 政治
圣但尼德马约所属的省级选区为利瓦罗派多日县。

## 人口

1962-2008年间圣但尼德马约人口变化图示

圣但尼德马约于2022年1月1日时的人口数量为301人。